# Meniscium pubescens
Meniscium pubescens là một loài dương xỉ trong họ Thelypteridaceae. Loài này được Lind. mô tả khoa học đầu tiên năm 1858.
Danh pháp khoa học của loài này chưa được làm sáng tỏ. 